# Уэбстер, Марк (дартсмен)
Марк Уэбстер (англ. Mark Webster; род. 12 августа 1983, Сейнт Асаф) — валлийский дартсмен. Победитель чемпионата мира BDO 2008.

## Карьера

### BDO
Марк начал карьеру в турнирах BDO в 2006 году. В возрасте 18 лет принял участие в турнире World Masters, на чемпионате мира 2007 проиграл в первом раунде Тони Экклзу 3-0.
В мае 2007 года он на международном турнире выиграл у многократного чемпиона мира Фила Тейлора, однако в следующем круге проиграл Гэри Андерсону.
На чемпионат мира 2008 был посеян под первым номером. На пути к финалу были повержены Ян Джонс (3-1), Глен Муди (4-1), Дэррил Фиттон (5-1), Мартин Адамс (6-4). В финале Марк Уэбстер попал на австралийца Саймона Уитлока, которого победил в упорной борьбе со счётом 7-5. В 2009 году вылетел во втором раунде на чемпионате мира, после чего покинул BDO и перешёл в турниры под эгидой PDC.

### PDC
Первый турнир под эгидой PDC Марк Уэбстер провалил, проиграв в первом раунде Ронни Бакстеру 6-1. На первый чемпионат мира Марк попал в 2010 году, где сразу же достиг полуфинала, обыграв Марка Уолша, Питера Мэнли, Ко Стомпе. Обыграть Марка Уэбстера смог лишь Фил Тейлор. Также в 2010 году спортсмен достиг полуфинальной стадии в 2010 UK Open Qualifier 8, где проиграл Гэри Андерсону.
В чемпионате мира 2011 снова добрался до полуфинала, обыграв в 1/4 Фила Тейлора. В полуфинале его обыграл будущий чемпион Адриан Льюис. Потом полностью провалил Премьер-лигу, проиграв 11 из 14 игр. На UK Open 2011 Уэбстер достиг полуфиналов, где проиграл Уэйду 9-7. В Grand Slam of Darts дошёл до четвертьфинала.
На чемпионате мира 2012 был выбит в первом раунде соотечественником Риччи Барнеттом.
В 2017 году в составе сборной Уэльса доходил до финала Кубка Мира.
Является комментатором турниров по дартсу.

## Результаты чемпионатов мира

### BDO
- 2007 Первый раунд (проиграл Тони Экклзу 0-3)
- 2008 Победитель (побеждён Саймон Уитлок 7-5)
- 2009 Второй раунд (проиграл Джону Уолтону 0-4)

### PDC
- 2010 Полуфинал (проиграл Филу Тейлору 0-6), 3 место (победил Раймонда ван Барневельда 10-8 по легам)
- 2011 Полуфинал (проиграл Адриану Льюису 4-6)
- 2012 Первый раунд (проиграл Риччи Барнетту 2-3)